# NGC 967
NGC 967 ist eine Elliptische Galaxie vom Hubble-Typ E/S0 im Sternbild Walfisch südlich der Ekliptik. Sie ist schätzungsweise 386 Millionen Lichtjahre von der Milchstraße entfernt und hat einen Durchmesser von etwa 185.000 Lj.

Im selben Himmelsareal befindet sich die Galaxie NGC 989.
Das Objekt wurde von dem Astronomen John Herschel am 10. November 1835 mithilfe eines 18,7-Zoll-Teleskops entdeckt.